# Monegaskisch
Dit overzicht is mogelijk incompleet; u kunt helpen door het uit te breiden.

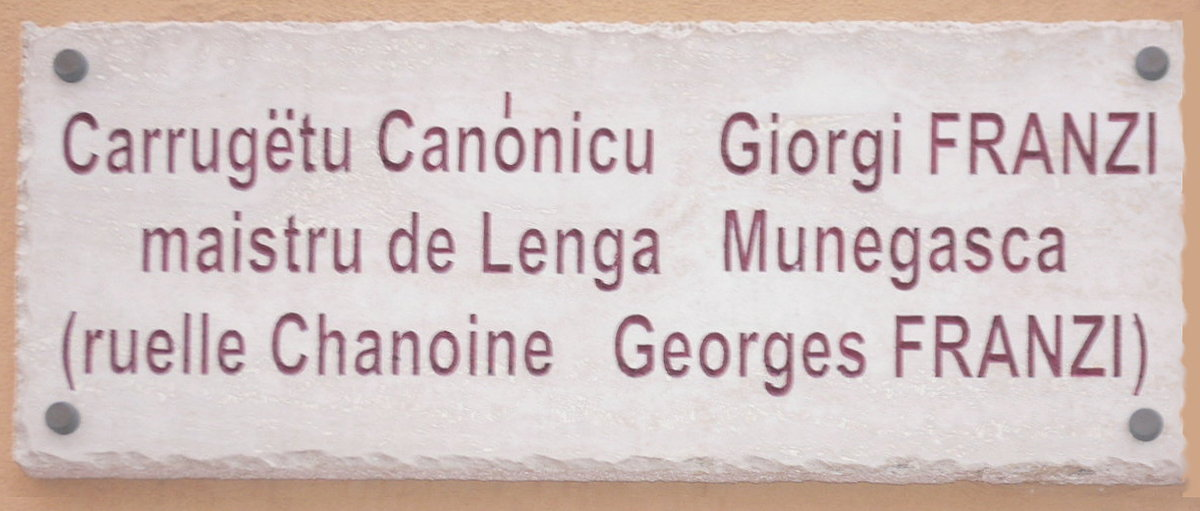
Monegaskisch straatnaambordje

Het Monegaskisch (Monegaskisch: Munegascu) is de traditionele taal van Monaco, die ook nu nog wordt gesproken in Monaco. De meest gesproken taal in Monaco is echter verreweg het Frans. Monegaskisch is een verplicht schoolvak in Monaco. De taal stamt af van het dialect dat in de middeleeuwen in de Republiek Genua werd gesproken. Er zijn ongeveer 5500 mensen die de taal beheersen, waarvan circa 100 als moedertaal.
Het volkslied van Monaco is ook in het Monegaskisch, het 'Hymne Monégasque', en werd geschreven door Louis Notari. Notari was de eerste schrijver in het Monegaskische dialect. Daarvoor was er alleen een mondelinge literatuur in het Monegaskisch.
De uitspraak is als in het Italiaans, op drie uitzonderingen na:
- De ü wordt uitgesproken als de u in truc.
- De œ wordt uitgesproken als de ee in feest.
- De ç wordt uitgesproken als de s in straat.